# Пять языков любви
Пять языков любви: как выразить любовь вашему спутнику — книга Гэри Чепмена, написанная в 1992 году. В ней описаны пять типов выражения и романтических чувств партнёрами, которые Чепмен называет «языками любви».

## Содержание книги
Согласно Чепмену пятью «языками любви» являются:
- слова поощрения (комплименты),
- время, уделяемое партнёру,
- подарки,
- помощь,
- физические прикосновения.

Автором приводятся примеры из его практики консультирования, а также вопросы, помогающие определить собственные языки любви. По теории Чепмена, у каждого человека есть один первичный и один вторичный язык любви.
Чепмен предполагает, что нужно понаблюдать за тем, как человек выражает любовь к другим, и проанализировать, на что он чаще всего жалуется и чего чаще всего требует от своей второй половинки, чтобы узнать его язык любви. Он выдвигает теорию о том, что люди склонны естественным образом дарить любовь тем способом, которым они предпочитают её получать, и лучшего общения между парами можно достичь, когда можно продемонстрировать заботу к другому человеку на языке любви, понятном партнёру.
Например, если языком любви мужа являются поступки, он может быть сбит с толку, когда жена воспринимает его стирку белья не как выражение любви, а просто как выполнение домашних обязанностей, ведь её языком любви являются комплименты в её адрес. Он же, напротив, любовь «словами» не оценит столь высоко. Если же жена понимает язык любви мужа и стрижёт для него газон, он воспримет это как акт выражения её любви; аналогично, когда муж говорит жене, что любит её, она ценит это больше.

## Приём
За первый год было продано 8500 экземпляров книги, что в четыре раза больше, чем ожидал издатель. Годом после было продано 17 000 экземпляров, а два года спустя — 137 000 Книга была в списке в списке бестселлеров New York Times с 2009 по 2013 год.

## Критика
Исследование 2006 года, проведенное Николь Эгберт и Дениз Полк, предполагает, что пять языков любви могут иметь некоторую степень психометрической достоверности.
Однако научные исследования, в основном, не подтверждают концепцию «языков любви» Чепмена. Основатель и директор клиники брака при институте Готтмана Джули Шварц-Готтман поставила под сомнение тезис «основного» языка любви и идею проявления или получения любви только одним способом.